# Maria Teslaru
Maria Teslaru (n. 12 aprilie 1955, Buhuși, România – d. 17 februarie 2019, București, România) a fost o actriță română de film, radio, teatru, televiziune și voce.

## Biografie
A absolvit Institutul de Artă Teatrală și Cinematografică, secția actorie, promoția 1977, clasa profesor Octavian Cotescu și Institutul de Teatru din Târgu Mureș, secția actorie, clasa profesor Constantin Codrescu, promoția 1980.
Actrița a apărut în seriale de televiziune: a fost Cometa in serialul "Iubiri Secrete", difuzat de PrimaTV (2013), Elvira Popeangă în „State de România”, difuzat de Pro TV (2009), America Sprânceană din „Clanu' Sprânceană” (Antena 1, 2007), și Mama Carlei din „La urgență” (TVR 1, 2006).

## Filmografie
- Coco (2017) - Abuelita (dublaj română)
- Kira Kiralina (2014) - Veturia
- Iubiri Secrete (2013) - Cometa
- Carmen (2013) - Anita
- Funeralii fericite (2013) - Jana
- Din dragoste cu cele mai bune intenții (2011) - Geta
- Tatăl fantomă (2011) - Oana Kopelmann
- State de România (2010) - Elvira Popeangă
- Categoria grea (2010)
- Clanu' Sprânceană (2007) - America Sprânceană
- Doi crai (2007)
- La urgență (2006) - mama Carlei
- Aceeași gară pentru doi (2002)
- Binecuvântată fii, închisoare (2002)
- Detectiv fără voie (2001)
- Natures mortes (2000)
- Roberta (2000)
- Le record (1999)
- Vertiges (1997)
- Spitalul special (1996)
- Crucea de piatră (1994)
- Intunecare (1986)

## Legături externe
- cinemagia.ro